# U-173
U-173 — большая океанская немецкая подводная лодка типа IX-C, времён Второй мировой войны. 
Заказ на постройку лодки был отдан судостроительной компании АГ Везер в Бремене 23 декабря 1939 года. Лодка была заложена 21 декабря 1940 года под строительным номером 1013, спущена на воду 11 августа 1941 года, 15 ноября 1941 года под командованием фрегаттен-капитана Heinz-Ehler Beucke вошла в состав учебной 4-й флотилии. 1 июля 1942 года вошла в состав 2-й флотилии. Лодка совершила 2 боевых похода, в которых потопила вспомогательное военное судно (9 359 брт), повредило вспомогательное военное судно (18 285 брт) и повредила военный корабль (1 630 т). 16 ноября 1942 года потоплена близ Касабланки в районе с координатами 33°40′ с. ш. 07°35′ з. д. глубинными бомбами эсминцев USS Woolsey, USS Swanson и USS Quick. Все 57 членов экипажа погибли.